# 贵州财经大学
贵州财经大学（英語：Guizhou University of Finance and Economics，縮寫：GUFE），简称贵财、贵州财大，位于贵州省贵阳市，创办于1958年，原称为贵州财经学院，是一所财经类高校。建国初期，为培养中高级经济管理人才，贵州省委和省人民政府决定，成立一所培养经济管理人才的高等学府。文化大革命期间，贵州财经学院被撤销。1978年，复建。
2012年，经中华人民共和国教育部批准，更名为贵州财经大学。
贵州财经大学是区域高水平大学之一。

## 历史沿革

### 建国初期
新中国成立后，为服务地方经济建设，有计划地培养中高级经济管理人才，中共贵州省委和贵州省人民政府决定，在贵州省财政干部学校、贵州省银行干部学校、贵州省盛业干部学校、贵州省粮食干部学校和贵州省供销合作干部学院五所财贸专业干部学校的基础上成立一所培养经济管理人才的高等学府。1958年，中共贵州省委印发成立贵州财经学院的（58）142号文件，并上报中华人民共和国教育部备案。当年8月21日，“贵州财经学院”正式成立，校址选在贵阳市南明区河滨公园左侧的原贵州省财政干部学校、贵州省粮食干部学校、贵州省供销合作干部学校三所学校的校址内。1978年5月，贵州省委和贵州省人民政府决定重建贵州财经学院。当年12月，中华人民共和国教育部印发（78）教计字第1427号文件，贵州财经学院恢复重建。

### 改革开放时期
1992年7月25日，贵州省人民政府印发《贵州省人民政府关于将贵州计划管理干部学院、贵州财经学院合并为贵州财经学院的通知》（黔府通〔1992〕163号），贵州计划管理干部学院和贵州财经学院合并为贵州财经学院，学校开始一校两址办学。2002年，贵州财经学院由贵阳市南明区河滨校区整体迁往贵阳市云岩区鹿冲关校区。

### 贵州财经大学时期
2012年1月13日，第六届教育部高校设置评估委员会高票通过了我校更名为贵州财经大学的申请。2012年4月5日，教育部印发《关于同意贵州财经学院更名为贵州财经大学的通知》（教发函[2012]62号），同意贵州财经学院更名为贵州财经大学。6月15日，学校举行了更名为贵州财经大学的揭牌庆典仪式。2011年1月，贵州财经大学花溪大学城校区开始场平。10月6日，花溪大学城校区一组团建成并投入使用。2013年2月，整体搬迁至花溪大学城。

## 办学现状

### 校园环境
贵州财经大学占地面积5939亩，校舍建筑面积96.3万平方米，拥有花溪和鹿冲关两个校区。

### 院系设置
贵州财经大学下设18个学院
| - 大数据统计学院 - 工商管理学院 - 管理科学与工程学院 - 马克思主义学院 - 外国语学院 - 国际学院 | - 经济学院 - 会计学院 - 信息学院 - 法学院 - 艺术学院 - 西密歇根学院 | - 应用经济学院 - 公共管理学院 - 数学与统计学院 - 文学院 - 体育学院 |

### 学科建设
截止2025年6月，贵州财经大学开设本科专业66个，学科专业涵盖8个学科门类。有3个博士后科研流动站和国家级专业技术人员继续教育基地，有3个博士学位授权一级学科，11个硕士学位授权一级学科，20个硕士专业学位授权类别，3个国内一流建设学科群，8个贵州省一流建设学科，3个贵州省理工科学科专业建设强化行动重点支持学科，6个省级特色重点学科，10个省级重点学科。

#### 专业设置
| 学院                | 本科招生专业                                | 硕士学位授权 一级学科 | 硕士专业学位 授权类别            | 博士学位授权 一级学科 |
| ------------------- | ------------------------------------------- | --------------------- | -------------------------------- | --------------------- |
| 大数据统计学院      | 大数据管理与应用                            | 统计学                |                                  |                       |
| 大数据统计学院      | 经济统计学                                  | 统计学                |                                  |                       |
| 大数据统计学院      | 数据科学                                    | 统计学                |                                  |                       |
| 经济学院            | 经济学                                      | 理论经济学            | 资产评估                         | 理论经济学            |
| 经济学院            | 经济学（新结构经济学实验班）                | 理论经济学            | 资产评估                         | 理论经济学            |
| 经济学院            | 资源与环境经济学                            | 理论经济学            | 资产评估                         | 理论经济学            |
| 经济学院            | 农林经济管理                                | 理论经济学            | 资产评估                         | 理论经济学            |
| 应用经济学院        | 数字经济                                    | 应用经济学            | 金融、国际商 务、税务、数字 经济 |                       |
| 应用经济学院        | 金融学                                      | 应用经济学            | 金融、国际商 务、税务、数字 经济 |                       |
| 应用经济学院        | 金融工程                                    | 应用经济学            | 金融、国际商 务、税务、数字 经济 |                       |
| 应用经济学院        | 财政学                                      | 应用经济学            | 金融、国际商 务、税务、数字 经济 |                       |
| 应用经济学院        | 税收学                                      | 应用经济学            | 金融、国际商 务、税务、数字 经济 |                       |
| 工商管理学院        | 工商管理                                    | 工商管理学            | 工商管理、 旅游管理              | 工商管理学            |
| 工商管理学院        | 人力资源管理                                | 工商管理学            | 工商管理、 旅游管理              | 工商管理学            |
| 工商管理学院        | 市场营销                                    | 工商管理学            | 工商管理、 旅游管理              | 工商管理学            |
| 工商管理学院        | 物流管理                                    | 工商管理学            | 工商管理、 旅游管理              | 工商管理学            |
| 工商管理学院        | 旅游管理                                    | 工商管理学            | 工商管理、 旅游管理              | 工商管理学            |
| 会计学院            | 会计学                                      | 工商管理学            | 会计、审计                       |                       |
| 会计学院            | 财务管理                                    | 工商管理学            | 会计、审计                       |                       |
| 会计学院            | 审计学                                      | 工商管理学            | 会计、审计                       |                       |
| 公共管理学院        | 公共管理类（夏书章公共管理 卓越人才实验班） | 公共管理学            | 公共管理、 社会工作              | 公共管理学            |
| 公共管理学院        | 行政管理                                    | 公共管理学            | 公共管理、 社会工作              | 公共管理学            |
| 公共管理学院        | 劳动与社会保障                              | 公共管理学            | 公共管理、 社会工作              | 公共管理学            |
| 公共管理学院        | 土地资源管理                                | 公共管理学            | 公共管理、 社会工作              | 公共管理学            |
| 公共管理学院        | 城市管理                                    | 公共管理学            | 公共管理、 社会工作              | 公共管理学            |
| 公共管理学院        | 社会工作                                    | 公共管理学            | 公共管理、 社会工作              | 公共管理学            |
| 公共管理学院        | 教育学                                      | 公共管理学            | 公共管理、 社会工作              | 公共管理学            |
| 管理科学与工程 学院 | 管理科学                                    | 城乡规划学            | 工程管理、农业                   |                       |
| 管理科学与工程 学院 | 工程管理                                    | 城乡规划学            | 工程管理、农业                   |                       |
| 管理科学与工程 学院 | 农村区域发展                                | 城乡规划学            | 工程管理、农业                   |                       |
| 管理科学与工程 学院 | 人文地理与城乡规划                          | 城乡规划学            | 工程管理、农业                   |                       |
| 管理科学与工程 学院 | 自然地理与资源环境                          | 城乡规划学            | 工程管理、农业                   |                       |
| 信息学院            | 计算机科学与技术                            | 计算机科学与技 术     | 图书情报、 电子信息              |                       |
| 信息学院            | 信息管理与信息系统                          | 计算机科学与技 术     | 图书情报、 电子信息              |                       |
| 信息学院            | 数据科学与大数据技术                        | 计算机科学与技 术     | 图书情报、 电子信息              |                       |
| 信息学院            | 软件工程                                    | 计算机科学与技 术     | 图书情报、 电子信息              |                       |
| 信息学院            | 数字媒体技术                                | 计算机科学与技 术     | 图书情报、 电子信息              |                       |
| 数学与统计学院      | 统计学                                      | 数学、统计学          | 应用统计                         |                       |
| 数学与统计学院      | 数学与应用数学                              | 数学、统计学          | 应用统计                         |                       |
| 数学与统计学院      | 金融数学                                    | 数学、统计学          | 应用统计                         |                       |
| 马克思主义学院      | 马克思主义理论                              | 马克思主义理论        |                                  |                       |
| 法学院              | 法学                                        | 法学                  | 法律                             |                       |
| 文学院              | 汉语言文学                                  | 中国语言文学          | 国际中文教育、 新闻与传播        |                       |
| 文学院              | 传播学                                      | 中国语言文学          | 国际中文教育、 新闻与传播        |                       |
| 文学院              | 广告学                                      | 中国语言文学          | 国际中文教育、 新闻与传播        |                       |
| 外语学院            | 商务英语                                    |                       | 翻译                             |                       |
| 外语学院            | 翻译                                        |                       | 翻译                             |                       |
| 艺术学院            | 音乐学                                      |                       |                                  |                       |
| 艺术学院            | 环境设计                                    |                       |                                  |                       |
| 艺术学院            | 舞蹈学                                      |                       |                                  |                       |
| 体育学院            | 体育经济与管理                              |                       |                                  |                       |
| 国际学院            | 金融学（中外合作办学）                      |                       |                                  |                       |
| 国际学院            | 电子商务（中外合作办学）                    |                       |                                  |                       |
| 国际学院            | 会计学（本科学术互认课程）                  |                       |                                  |                       |
| 国际学院            | 市场营销（本科学术互认课程）                |                       |                                  |                       |
| 国际学院            | 国际商务（本科学术互认课程）                |                       |                                  |                       |
| 西密歇根学院        | 会计学（中外合作办学）                      |                       |                                  |                       |
| 西密歇根学院        | 财务管理（中外合作办学）                    |                       |                                  |                       |
| 西密歇根学院        | 市场营销（中外合作办学）                    |                       |                                  |                       |

#### 重点学科
| 省级重点学科 | 人口、资源与环境经济学 | 省级特色重点学科 | 工商管理 应用经济学 |
| 省级重点学科 | 金融学                 | 省级特色重点学科 | 理论经济学          |
| 省级重点学科 | 产业经济学             | 省级特色重点学科 | 统计学              |
| 省级重点学科 | 国际贸易学             | 省级特色重点学科 | 公共管理            |
| 省级重点学科 | 统计学                 | 省级特色重点学科 |                     |
| 省级重点学科 | 会计学                 | 省级特色重点学科 |                     |
| 省级重点学科 | 企业管理               | 省级特色重点学科 |                     |
| 省级重点学科 | 马克思主义理论         | 省级特色重点学科 |                     |

### 师资力量
截止2025年7月，全校教职工2060人，其中具有博士学位730人，高级职称教师691人；博士生导师78人。享受国务院政府特殊津贴专家3人，享受省政府特殊津贴专家6人，贵州省委重点联系专家2人，联系专家11人，贵州省“金师”（教学名师）30人。

### 交流合作
贵州财经学大学与南京大学、中央财经大学建立对口帮扶关系，积极探索学术型创新人才培养路径，在北京大学、中山大学有关院系支持下开办“新结构经济学实验班”“夏书章公共管理实验班”，与上海财经大学、华东师范大学、澳门大学、对外经贸大学、武汉理工大学等开展战略合作。学校与美国西密西根大学合作举办的贵州财经大学西密歇根学院，是贵州省第一个本科层次的中外合作办学机构；与英国爱丁堡龙比亚大学、美国马歇尔大学合作举办2个中外合作办学本科项目；与国家留学基金管理委员会合作举办本科学术互认课程（ISEC）项目；与非洲厄立特里亚高等教育与研究院合作建有1所孔子学院。

## 文化传统

### 校徽

贵州财经大学校徽

贵州财经大学新标识的设计理念、目标定位，是突出财经类学校行业属性的同时,表现贵州财经大学的个性特点，即学校的简称,培养财经人才中的“贵财”。标志以春秋战国之造型完美的著名盾形古币为设计元素，整体造型以抽象的贵字突出其中“人”因素，并表现为人字型背靠背的“四方人才币”形象，体现贵财大“儒魂商才”的人才培养目标。 

### 校训
厚德  博学  笃行  鼎新
释义：
       修身养性，保持高尚的品德和情操；励学善思，追求广博的学识和才干；知行统一，投身事业和社会实践；开拓进取，适应不断发展的时代要求。
       典据：
     “厚德”取于古训“天行健自强不息，地载物厚德与秋”。厚，敦实、厚重、忠厚。德，修养、品行。论语述而：“德之不修，学之不讲”。又颜渊：“君子之德风，小人之德草。”
      “博学”、“笃行”源自论语博学（中庸）：“博学之，审问之，慎思之，明辨之，笃行之”。博，宽广、广博，屈原《离骚》：“思九州之博大兮”；学，学习、思考、请教，论语述而：“学而不厌”，文雍也：“有颜回者好学。”笃，坚定、踏实，《荀子·修身》：“笃志而体”；行，执行、做、行为，论语先进：“子路问‘闻思行诸’”又公冶长：“听其言而观其行。”孟子梁惠王上：“夫我乃行子，反而求之，不得吾心。”庄子逍遥游：“行比一方。”
      “鼎新”选用成语“革故鼎新”的除旧布新、开拓创新之意，《周易·杂卦》：“革，去故也；鼎，取新也”；又汉·魏伯阳《周易·参同契》：“御政之首，鼎新革故”。

## 知名校友
- 李岷
- 张吉勇

- 任湘生